# Vytautas Čekanauskas
Vytautas Edmundas Čekanauskas (Šiauliai, 13 de maig de 1930 - Vílnius, 7 de juliol de 2010) va ser un arquitecte lituà, professor de l'Acadèmia de Belles Arts de Vílnius.
El 1974, junt amb els seus companys, va ser guardonat amb el Premi Lenin de l'arquitectura pel proojecte del disseny de Lazdynai, un microdistricte de Vílnius.
L'any 2000 se li va concedir la Creu d'Oficial de l'Orde del Gran Duc Gediminas de Lituània. Es troba enterrat al cementiri Antakalnio.

## Obres
- Lazdynai
- Església de Sant Joan Bosco de Vílnius
- Edifici del Govern de Lituània

## Galeria
|  |  |